# Tag (hébreu)
 (signalé en juillet 2025).
Si vous disposez d'ouvrages ou d'articles de référence ou si vous connaissez des sites web de qualité traitant du thème abordé ici, merci de compléter l'article en donnant les références utiles à sa vérifiabilité et en les liant à la section « Notes et références ».
- Archive Wikiwix
- Bing
- Cairn
- DuckDuckGo
- E. Universalis
- Gallica
- Google
- G. Books
- G. News
- G. Scholar
- Persée
- Qwant
- (zh) Baidu
- (ru) Yandex
- (wd) trouver des œuvres sur Wikidata

Pour les articles homonymes, voir Tag.
Le tag (en araméen, תָּג, au pluriel taguim תָּגִים ou tagin[réf. nécessaire]) ou kether (en hébreu, כתר) est une ornementation qui peut décorer certaines lettres de l’alphabet hébreu. Elle est constituée d’un petit trait vertical surmonté d’un point.
Cet alphabet décoratif, appelé achouri (enrichi) ou STA"M (he) (סת"ם acronyme de « Sifrei Torah, Téfiline, mezouzot »), se rencontre uniquement sur les anciens manuscrits et rouleaux, comme ceux des mezouzot, des Téfiline, des Meguilote ou des ketoubot, etc.
- Il existe 7 lettres qui peuvent être couronnées de 3 taguim : ג (gimel), ז (zayin), ט (tet), נ (nun), ע (ayin), צ (tsadi) et ש (shin).
- Également, 6 lettres peuvent porter un tag unique : ב (beth) , ח (het), ה (he), ד (dalet), י (yod) et ק (qof).
- Les 9 autres lettres de l'alphabet hébreu ne portent aucun tag : א (aleph), ו (vav), כ (kaf), ל (lamed), מ (mem), ס (samech), פ (pe), ר (resh) et ת (tav)

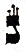
Nun.
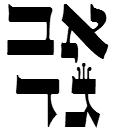
Une couronne de 3 taguim sur le gimel (ג).
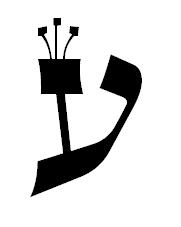
Une couronne de 3 taguim sur un ayin (ע).
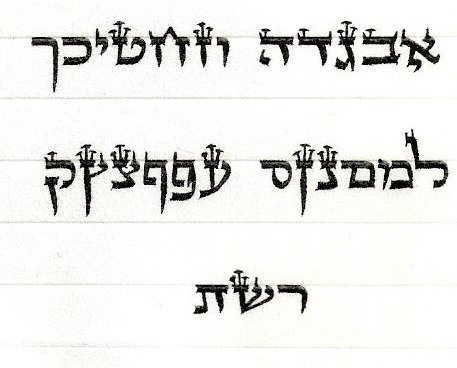
Exemple de texte en écriture achouri.